# Типографика
Типогра́фика — искусство оформления печатного текста посредством набора и вёрстки, основывающееся на определённых, присущих тому или иному языку правилах.
Типографика, с одной стороны, представляет собой одну из отраслей графического дизайна, с другой — свод строгих правил, определяющих использование шрифтов в целях создания наиболее понятного для восприятия читателя текста.
Задачей типографики, наиболее творческого этапа оформления текста, является определение параметров для последующих процессов набора, вёрстки и допечатной подготовки. Дисциплина в области дизайна. Типографический процесс включает выбор регистра алфавита, гарнитуры, комплекта и кегля шрифта, выключки и длины строк, межбуквенных, межсловных и междустрочных пробелов, а также взаимного расположения текста и иллюстраций на запечатываемом материале.

## Терминология
В этимологических словарях не рассматривается слово «типографика». Происхождение основы слова вероятно такое же, как у разбираемого ими слова «типография».
Типография — искусственное новообразование, созданное на основе греческих слов τύπος — «удар» (от τυπτω — «бью»), «оттиск» + γράφειν γράφω — «пишу»,; фр. imprimerie; typographie, art de l'imprimerie. Близкие слова: типографский (de l'imprimerie) и типографический (typographique, de la typographie). Термин обозначал печатню, двор печатных книжных дел, полиграфическое предприятие изготовления печатной продукции. Употребляется с начала XVIII века (начиная со Штурма, 1709 г., 1704 г.), отмечается в словарях с 1731 г. Отсутствует в других славянских языках — это слово обнаруживается только в русском языке. В русском языке оно европейского происхождения, пришедшее через нем. typographie или фр. typographie (от фр. typographe, известно с 1577). Возможно также его появление посредством нидерл. typografie, typograaf, которое пришло туда из французского.
В общих толковых словарях не рассматривается слово типографика. Словарь Кузнецова и МАС содержит слово «графика» (от него указывается прилагательное «графический») в значениях изобразительного искусства и начертания букв и слово типографический с цитатой «Библиофилы будут благодарны за типографическую изящность издания» из «Словаря о Святых» А. С. Пушкина, приравниваемое к слову «типографский». Слово «графика» в русском заимствовано из фр. graphique и, вероятно, происходит из нем. Graphik (греч. γραφική).
В английском языке слово typography имеет единственное значение — искусство подготовки книги, печатное оформление, особенно в части дизайна текста, также используются прилагательные typographical и typographic. В англо-русских же словарях указывается двойственное значение — типографский и оформление книги, в переводных изданиях встречается то «типографический», то «типографский». Внешне похожее русское слово «типография» как предприятие соотносится с printing-house, printery.
Много начинающихся с typo- слов несут значения «типопографский» и «печатный». Так, typophil — это любитель образцов печатного дела, а typographist — знаток истории и искусства книги. В 18—19-м веках использовалась техника с названием типометрия — искусство набирать и печатать подвижными типами, преимущественно ландкарты, ситуационные чертежи и планы, также математические фигуры, рисунки животных, цветов и прочего, знаковые письмена, как например иероглифическое и китайское письмо. Другая появившаяся «типометрия» (от τύπος и …метрия) — система измерения элементов в наборных формах. Типометр — инструмент, изобретённый Дебо и служащий для точного определения печатных букв.
Искусство книгопечатания началось с ксилографического искусства. Настоящее книгопечатание, то есть типографическое искусство (посредством подвижных литер), началось с Гутенберга.

## История
Расцвет типографики начался в Европе, где она появилась в середине XV века. Первым, кто серьёзно занялся европейским типографическим искусством, стал Иоганн Гутенберг, немецкий изобретатель и ювелир. Создав в 1440 году из свинцовых букв наборную форму, он подарил миру первый печатный станок. Отныне создавать книги стало гораздо проще, их стоимость уменьшилась, а количество — возросло. И спустя 14 лет была выпущена первая напечатанная книга, ей стала Библия, набранная готическим шрифтом — этот шрифт наиболее соответствовал рукописному тексту тех времён, был знаком и удобен читающей публике.
С введения подвижной литеры начинается настоящее типографское дело. Первые печатники в своих изданиях подражают рукописной книге, употребляют сокращения (титла) и обозначают предречия (первое слово следующей страницы в конце этой страницы особой строкой). Пагинация (нумерация страниц) и заглавия в некоторых первопечатных экземплярах отсутствуют, а шрифт своей формой напоминает рукописные буквы.
С середины XV века начинают зарождаться первые основы типографики. Глядя на римскую капитель и гуманистический минускул, французский гравёр Николя Жансон вырезает первую антикву. В типографскую моду входит принцип равномерности интерлиньяжа и абзацного отступа для выделения и структурирования текста.
Швайпольт Фиоль в 1490—1491 гг. первым стал печатать славянские книги церковными буквами, кириллицей. В 1494 году Альд Мануций, итальянский типограф и издатель из Венеции, начинает выпускать книги.
В начале XVI века в 1501 г. Альд Мануций создал курсив. Около 1583 введены в текст большие буквы. XVI век принёс иллюстрированные книги. Первое время орнаментовка, получившая начало в Аугсбурге, и особенно гравюра, была первобытна и груба, только с развитием работы на меди она достигает большого совершенства.
В XVII веке типографика начинает меняться, отдавая предпочтение удобочитаемости книг, пытаясь адаптировать издания для большего круга читателей. С этим связано уменьшение формата, видоизменение шрифтов — сохраняя чёткость оттиска, они становятся более тяжеловесными. В XVII веке книгопечатание переходит к обыкновенным типографщикам-ремесленникам и качество книги с внешней стороны падает.
В XVIII веке украшения книги, её шрифт, переплёт достигают снова большого совершенства. Выбор шрифта, украшений, бумаги, формата, составление сметы, корректура и т. п. относилось к книгоиздательству, изучаемому книговедением.
В Россию типографика приходит вместе с первым книгопечатником Иваном Фёдоровым, открывшим в 1563 году первую типографию в Москве и проработавшим красочное оформление со множеством мелких деталей.
В попытке ввести типографику в разряд наук французский гравёр Пьер Фурнье в 1773 году публикует «Типографическое руководство», где представлена его собственная система определения кегля шрифта; для этого он предложил использовать пики и пункты.
В ВНИИТЭ в 1980-х давался предмет «типографика». Типографика как учебная дисциплина даётся для специальности «дизайн».
С развитием и популяризацией интернета в 2000-х появилась экранная типографика. Перед веб-мастерами встала задача, чтобы свёрстанный текст хорошо смотрелся в окне браузера. Для этого нужно вместо знаков дюйма поставить кавычки («ёлочки» и „лапки“), убрать лишние пробелы, в нужных местах поменять дефисы на тире, неразрывным пробелом «привязать» короткие союзы и предлоги к следующим за ними словам и произвести множество других косметических операций. Чтобы не делать этого вручную, появились онлайн-типографы — автоматизированные сервисы для обработки текста по правилам типографики.

## Критика
Исторически с типографикой связаны оформление книги и шрифтовой дизайн, хотя большинство типографов не рисуют шрифтов, а некоторые шрифтовые дизайнеры не считают себя типографами.
Во взглядах на типографику нет единой точки зрения. Одни считают её наукой, другие — искусством, третьи — мастерством, а четвёртые — философией. Но не только в этом заключается предмет спора. Современные дизайнеры расходятся и во мнении касательно оформления текста: одни подстраиваются под постоянно меняющиеся модные тенденции, легко экспериментируя с формой и размером; другие отдают дань традициям, предпочитая классические, проверенные временем шрифты; третьи полагают, что всё это можно соединить вместе и создать нечто принципиально новое и ещё более удобное для главного потребителя — читателя. Так или иначе, именно благодаря этим профессиональным спорам и дискуссиям типографика не стоит на месте, а постоянно развивается как самодостаточная деятельность, к какой бы сфере она ни относилась.
Типографикой занимаются арт-директора́, верстальщики, наборщики, графические и веб-дизайнеры, офисные служащие и все, чья работа связана с оформлением набранного шрифтом текста. В доцифровую эпоху типографика была специализированной профессией, но сейчас можно сказать, что «типографика — это то, чем занимается каждый».